# خليج لياودونغ
خليج لياودونغ (الصينية المبسطة: 辽东湾; الصينية التقليدية: 遼東灣; نظام بينيين: Liáodōng Wān) هو أكبر وأطول الخلجان الرئيسية الثلاثة (جنبًا إلى جنب مع خليج لايتشو في الجنوب وخليج بوهاي إلى الجنوب الغربي) لبحر بوهاي، الواقع في الخليج الأعمق للبحر الأصفر.

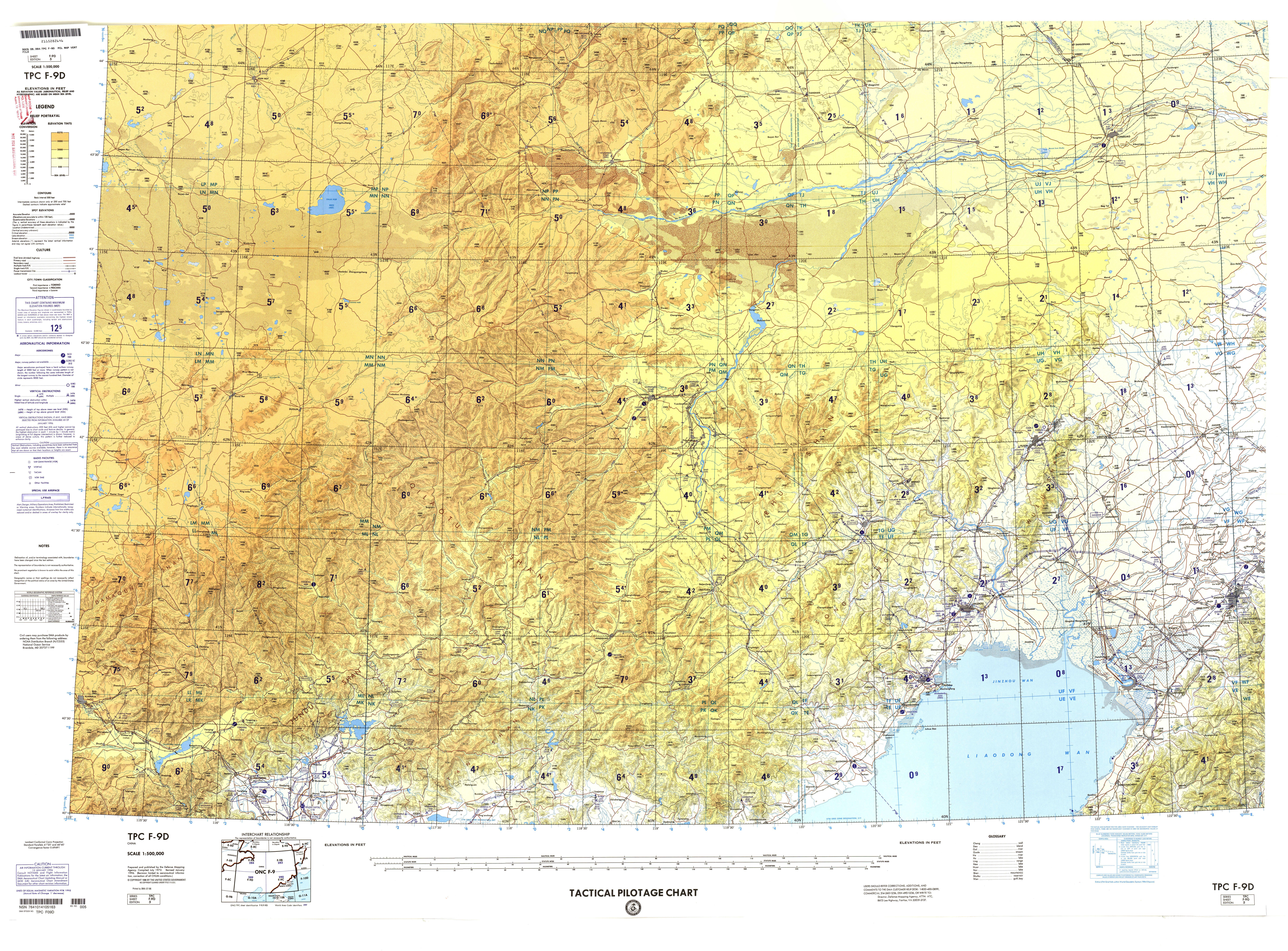
خريطة تشمل خليج لياودونغ

على الرغم من تسميته على اسم شبه جزيرة لياودونغ (التي تشكل الساحل الشرقي)، يقع الخليج مباشرة جنوب منطقة لياوسي، غرب نهر لياو بالكامل تقريبًا. يحده ساحل مدن جنوب مقاطعة لياونينغ (داليان، ينغكو، بانجين، جينتشو، وهولوداو) ومقاطعة خبي الشرقية (تشينهوانغداو، وتانغشان)، بين رأس لاوتيشان في منطقة لوشونكو في داليان في الشرق، ومصب نهر داتشينغ. (وهو مصب جنوبي قديم لنهر لوان) في مقاطعة لاوتينج في تانغشان في الغرب.
تشمل الأنهار الرئيسية التي تصب في خليج لياودونغ نهر لوان ونهر دالينج ونهر شياولينغ ونهر لياو ونهر دالياو.